# توزیع احتمال توأم
توزیع احتمال توأم یا توزیع احتمال مشترک (به انگلیسی: Joint probability distribution) در بحث احتمالات مطرح می‌شود که در آن پدیدهٔ مورد نظر با مجموعه‌ای از متغیّرهای تصادفی که با آن در ارتباط هستند تفسیر و تغییرات این متغیرها در ارتباط با یکدیگر و به صورت توأم (مشترک) بررسی می‌شود. در بسیاری موارد علاقه‌مند هستیم که دو یا چند متغیر تصادفی را همزمان مطالعه کنیم. در این ارتباط برای هر دو متغیر تصادفی {\displaystyle \ x} و {\displaystyle \ y} تابع توزیع تجمعی را به صورت زیر تعریف می‌کنیم
{\displaystyle \ F_{X,Y}(a,b)=p\{X<=a,y<=b\},,-\infty <a,b<\infty }
تابع توزیع تجمعی {\displaystyle \ x} را می‌توان از تابع توزیع تجمعی مشترک به صورت زیر بدست آورد
{\displaystyle \ F_{x}(a)=p\{X<=a,y<=\infty \}=F(a,\infty ),,-\infty <a,b<\infty }
به این ترتیب می‌توان بدست آورد
{\displaystyle \ p\{X>a,Y>b\}=1-F_{X}(a)-F_{Y}(b)+F(a,b)}

## خواص مربوط به توزیع مشترک
۱. در حالت توزیع پیوسته داریم
{\displaystyle \ p\{X\leq y\leq b\}=\int _{-\infty }^{a}\int _{-\infty }^{b}f(x,y)dxdy}
۲. با مشتق‌گیری جزئی درمی‌یابیم
{\displaystyle \ f(a,b)={\tfrac {d^{2}}{dadb}}F(a,b)}
۳.{\displaystyle \ f_{X}(x)=\int _{-\infty }^{\infty }}
۴. {\displaystyle \ p\{a<X<a+da,b<y<=b+db\}=\int _{b}^{b+db}\int _{a}^{a+da}f(x,y)dxdy~f(a,b)dadb}

## استقلال متغیرهای تصادفی
متغیرهای تصادفی {\displaystyle \ X}و{\displaystyle \ Y} را مستقل می‌گویند اگر برای هر دو مجموعه از اعداد حقیقی {\displaystyle \ A}و{\displaystyle \ B} داشته باشیم
{\displaystyle \ p\{X\in A,y\in B\}=p\{X\in A\}p\{y\in B\}}
این تعریف را می‌توان بر اساس تابع توزیع تجمعی مشترک هم بیان کرد
{\displaystyle \ F(a,b)=F_{X}(a)F_{Y}(b)}

تعمیم این رابطه به حالت پیوسته به شکل زیر است
{\displaystyle \ f(y,x)=f_{X}(x)f_{Y}(y)}
به عبارت دیگر {\displaystyle \ X}، {\displaystyle \ Y} مستقل خواهند بود اگر با دانستن یکی از آنها تغییری در توزیع دیگری حاصل نشود.

## مجموع متغیرهای تصادفی
معمولاً محاسبهٔ توزیع {\displaystyle \ X+Y} دارای اهمیت خاصی است. رابطه تابع تجمعی به شکل زیر است
{\displaystyle \ F_{X+Y}(a)=p\{X+Y<=a\}=\int _{-\infty }^{\infty }\int _{-\infty }^{a-Y}f_{X}(x)f_{Y}(y)dxdy}
یعنی تابع توزیع تجمعی از پیچش توزیعهای {\displaystyle \ Y}و{\displaystyle \ X} به دست می آید.
اگر از رابطه بالا مشتق بگیریم تابع چگالی بدست می آید
{\displaystyle \ f_{X+Y}(a)=\int _{-\infty }^{\infty }f_{X}(a-y)f_{Y}(y)dy}

## خاصیت مهم
اگر {\displaystyle \ X_{i}}‌ها متغیرهای تصادفی مستقل نرمال با پارامترهای {\displaystyle \ (u_{i},\sigma ^{2})} باشند آنگاه {\displaystyle \ \sum _{i=1}^{N}x_{i}} دارای توزیع نرمال با پارامترهای {\displaystyle \ \sum _{i=1}^{N}u_{i}} و {\displaystyle \ \sum _{i=1}^{N}\sigma _{i}^{2}} است.

## توزیع‌های شرطی
برای محاسبه توزیع شرطی در حالت گسسته به شکل زیر عمل می‌کنیم:
{\displaystyle \ p_{X|Y}(x|y)=p\{X=x|Y=y\}={\tfrac {p\{X=x,Y=y\}}{p\{Y=y\}}}}
همچنین برای محاسبه توزیع‌های شرطی در حالت پیوسته می‌توان به شکل زیر عمل کرد
{\displaystyle \ f_{X|Y}(x|y)={\tfrac {f(x,y)}{f_{Y}(y)}}}
و برای محاسبه تابع توزیع تجمعی
{\displaystyle \ F_{X|Y}(a|y)=p\{X<=a|Y=y\}=\int _{-\infty }^{a}f_{X|Y}(x|y)dx}